# Claudia Sulewski
Claudia Sulewski, född 19 februari 1996 i Chicago, är en amerikansk skådespelerska och youtuber. Hon är känd för sina roller som Emma i The Commute och Becca i I Love My Dad.
Sedan 2018 har Sulewski varit i ett förhållande med musikern Finneas O'Connell.

## Filmografi (i urval)
- 2016–17: The Commute (TV-serie)
- 2016–18: T@gged (TV-serie)
- 2019: Deadcon
- 2019: Marvel's Runaways (TV-serie)
- 2021: Billie Eilish: The World's a Little Blurry
- 2022: I Love My Dad